# Страбон (лунный кратер)
Страбо́н (лат. Strabo) — крупный древний ударный кратер в северном полушарии видимой стороны Луны. Название присвоено в честь древнегреческого историка и географа Страбона (ок. 64 до н. э. — ок. 24 н. э.) в XIX веке И. Г. фон Медлером
  и утверждено Международным астрономическим союзом в 1935 году. Образование кратера относится к нектарскому периоду (ок. 3,9 млрд лет назад).

## Описание кратера

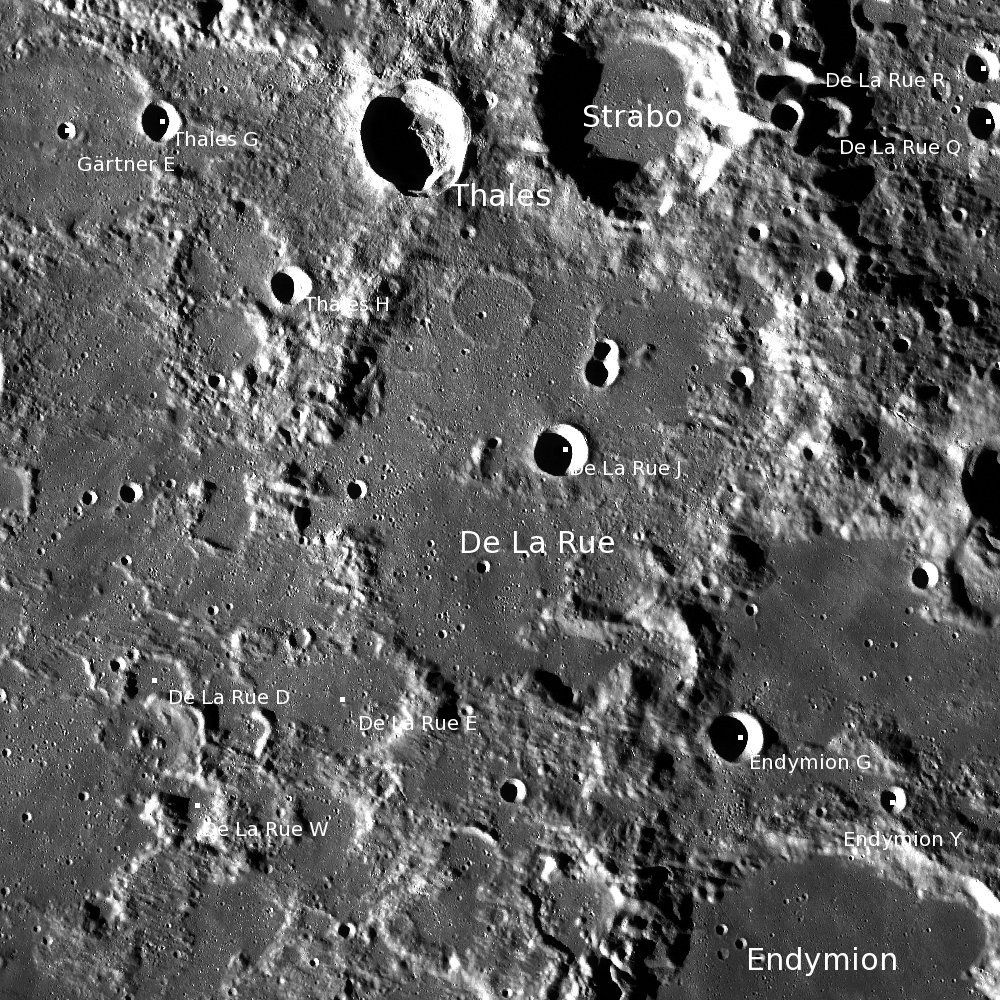
Кратер Страбон. Снимок зонда Lunar Rec

Кратер Страбон примыкает к северной части вала кратера Де ля Рю, на западе от него находится кратер Фалес. Селенографические координаты центра кратера 61°56′ с. ш. 54°25′ в. д. / 61,94° с. ш. 54,42° в. д., диаметр 54,7 км, глубина 4420 м.
Кратер Страбон имеет полигональную форму и умеренно разрушен. Вал сглажен, восточная оконечность вала перекрыта небольшим кратером, юго-западная часть вала прорезана узкой долиной. Внутренний склон вала террасовидной структуры, неравномерный по ширине, южная часть склона значительно шире, восточная часть склона отмечена маленьким кратером. Дно чаши затоплено и выровнено лавой, без приметных структур. Немного севернее центра чаши расположен небольшой одиночный холм, вероятно являющийся вершиной затопленного лавой центрального пика.
Кратер включен в список кратеров с яркой системой лучей и в список кратеров с темными радиальными полосами на внутреннем склоне Ассоциации лунной и планетарной астрономии (ALPO).

## Сателлитные кратеры

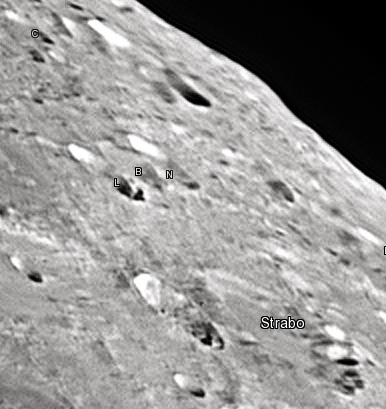
Снимок Девида Кемпбелла

| Страбон | Координаты                                            | Диаметр, км |
| ------- | ----------------------------------------------------- | ----------- |
| B       | 64°34′ с. ш. 55°29′ в. д. / 64,57° с. ш. 55,48° в. д. | 23,3        |
| C       | 67°06′ с. ш. 59°26′ в. д. / 67,1° с. ш. 59,43° в. д.  | 17,5        |
| L       | 64°13′ с. ш. 53°29′ в. д. / 64,21° с. ш. 53,48° в. д. | 24,8        |
| N       | 64°46′ с. ш. 57°32′ в. д. / 64,77° с. ш. 57,53° в. д. | 24,9        |

## См.также
- Список кратеров на Луне
- Лунный кратер
- Морфологический каталог кратеров Луны
- Планетная номенклатура
- Селенография
- Минералогия Луны
- Геология Луны
- Поздняя тяжёлая бомбардировка